# 스이톤

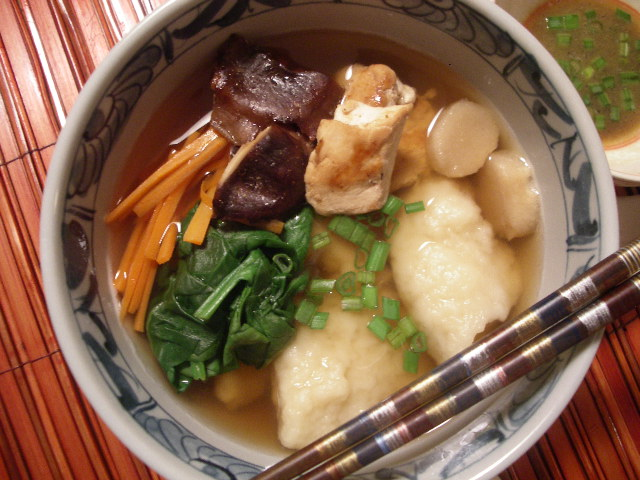
스이톤

스이톤(水団)은 밀가루 반죽을 손으로 썰어 손으로 굴린 다음 작은 조각으로 퍼낸 다음 국물에 끓이는 일본 요리이다.

## 개요
스이톤은 오랜 역사를 갖고 있으며, 그 뿌리인 '미즈 당고'는 무로마치 시대부터 볼 수 있다. "물만두"라고도 한다. 재료에 따른 스이톤의 조리방법은 크게 바뀌었고, 에도시대 후기에는 오늘날과 같은 손으로 직접 끓인 밀가루의 형태가 나타난다. 에도 시대부터 전쟁 이전까지 스이톤을 전문으로 하는 노점과 식당이 있었고, 당시 서민들의 인기 음식이었다. 다이쇼 시대 중반에는 크게 감소했지만, 관동 대지진 직후에는 식량 사정이 악화되면서 불탄 들판 곳곳에 노점이 생겨났다.
만두의 일종으로, 조리방법으로는 글루텐이 함유된 곡물이나 견과류를 으깨어 뜨거운 물이나 국물에 떨어뜨려 만드는 '슈톤'이 있다. 먹는 방법은 요리사의 노력이나 준비 정도, 지역 풍습에 따라 달라진다.
반죽을 뜨거운 물에 섞어 만든 간단한 만두, 된장국을 곁들인 조니 (음식), 육수를 곁들인 간단한 국물 등 변형도 다양하다.
스이톤은 시마다야와 같은 면 제조업체에서 진공 포장된 제품으로도 판매된다.